# Nazionale maschile di football americano di Porto Rico
La nazionale di football americano di Porto Rico è la selezione maggiore maschile di football americano della PRAFL che rappresenta Porto Rico nelle varie competizioni ufficiali o amichevoli riservate a squadre nazionali.

## Risultati
Legenda: Grassetto: Risultato migliore, Corsivo: Mancate partecipazioni

## Dettaglio stagioni

### Amichevoli
| Stagione | Vin | Par | Per | Tot | PF  | PS   | avversaria      |
| -------- | --- | --- | --- | --- | --- | ---- | --------------- |
| 2013     | 0   | 0   | 1   | 1   | 8   | 30   | Rep. Dominicana |
| 2014     | ?   | ?   | ?   | 1   | ?   | ?    | Rep. Dominicana |
| Totale   | ?   | ?   | 1+? | 2   | 8+? | 30+? |                 |

### Riepilogo partite disputate
| Anno              | Luogo         | Evento                     | Fase del torneo | Incontro                       | Risultato |
| 28 settembre 2013 | Santo Domingo | Amichevole                 |                 | Rep. Dominicana - Porto Rico   | 30 - 8    |
| 16 agosto 2014    | Santo Domingo | Amichevole                 |                 | Rep. Dominicana - Porto Rico   | ? - ?     |
| 25 luglio 2015    | Santo Domingo | Copa Serie del Caribe 2015 |                 | Porto Rico - Pieles Rojas A.C. | 19 - 0    |
| 29 ottobre 2017   | Porto Rico    | Amichevole                 |                 | Porto Rico - Stati Uniti       |           |